# Chelonodontops
Chelonodontops es un género de peces de la familia Tetraodontidae en el orden de los Tetraodontiformes. 

## Especies
Las especies de este género son:
- Chelonodontops alvheimi Psomadakis, Matsuura & Thein, 2018
- Chelonodontops bengalensis Psomadakis, Matsuura & Thein, 2018
- Chelonodontops laticeps Smith, 1948
- Chelonodontops patoca (Hamilton, 1822)
- Chelonodontops pleurospilus (Regan, 1919)